# Aeroporto Internacional General Gregorio Luperón
O 'Aeroporto Internacional General Gregorio Luperón' é um dos principais terminales aéreas de turismo da República Dominicana. Ocupa o terceiro lugar no fluxo de passageiros regulares do país.
Se encontra localizado na Província de Puerto Plata, ao norte do país, em La Unión, município de Sosúa e a uns 15 minutos da cidade de Puerto Plata, a 10 minutos de Sosúa e aproximadamente 25 minutos de Cabarete.

## Linhas Aéreas
- Air Canada
- Air Europa
- Air Finland
- Air Transat
- Air Turks & Caicos
- American Airlines
- American Eagle
- Belair
- Condor Airlines
- Continental Airlines
- Corsairfly
- Delta Air Lines
- Edelweiss Air
- Finnair
- First Choice Airways
- Lauda Air
- LTU International/Air Berlin
- Martinair
- Miami Air
- Sky King
- Sky Service
- Sunwing Airlines
- Thomas Cook Airlines
- Thomsonfly
- WestJet
- XL Airways
- Zoom Airlines

## Ligações Externas
- Aeropuerto Internacional Gregorio Luperón